# Lions (plaats)
Lions (officieel, Fries: Leons, [lö.əⁿs]) is een dorp in de gemeente Leeuwarden, in de Nederlandse provincie Friesland. Lions ligt ten zuidwesten van de stad Leeuwarden, tussen de dorpen Baard en Jorwerd aan de Lionservaart, die een zijvaart is van de Bolswardertrekvaart. Aan de andere kant van deze vaart ligt het dorp Huins, waarmee Lions een tweelingdorp vormt. 
In 2023 telde het dorp 25 inwoners. Het is daarmee een van de kleinste dorpen in de gemeente Leeuwarden, en ook een van de kleinere dorpen in de provincie Friesland.

## Geschiedenis
Lions is net als de omringende plaatsen ontstaan op een terp, die inmiddels grotendeels is afgegraven. In 13e eeuw werd de plaats vermeld als Leonghem, in 1438 als Lyons, in 1440 als Lyowens, in 1482 als Lyoens en in 1505 als Lions. De plaatsnaam wijst op de woonplaats (heem/um) van een zekere Lieuwe.
Lions maakte deel uit van de gemeente Baarderadeel tot deze per 1 januari 1984 opging in de nieuwe gemeente Littenseradeel. Per 1 januari 2018 maakt Lions deel uit van de gemeente Leeuwarden.

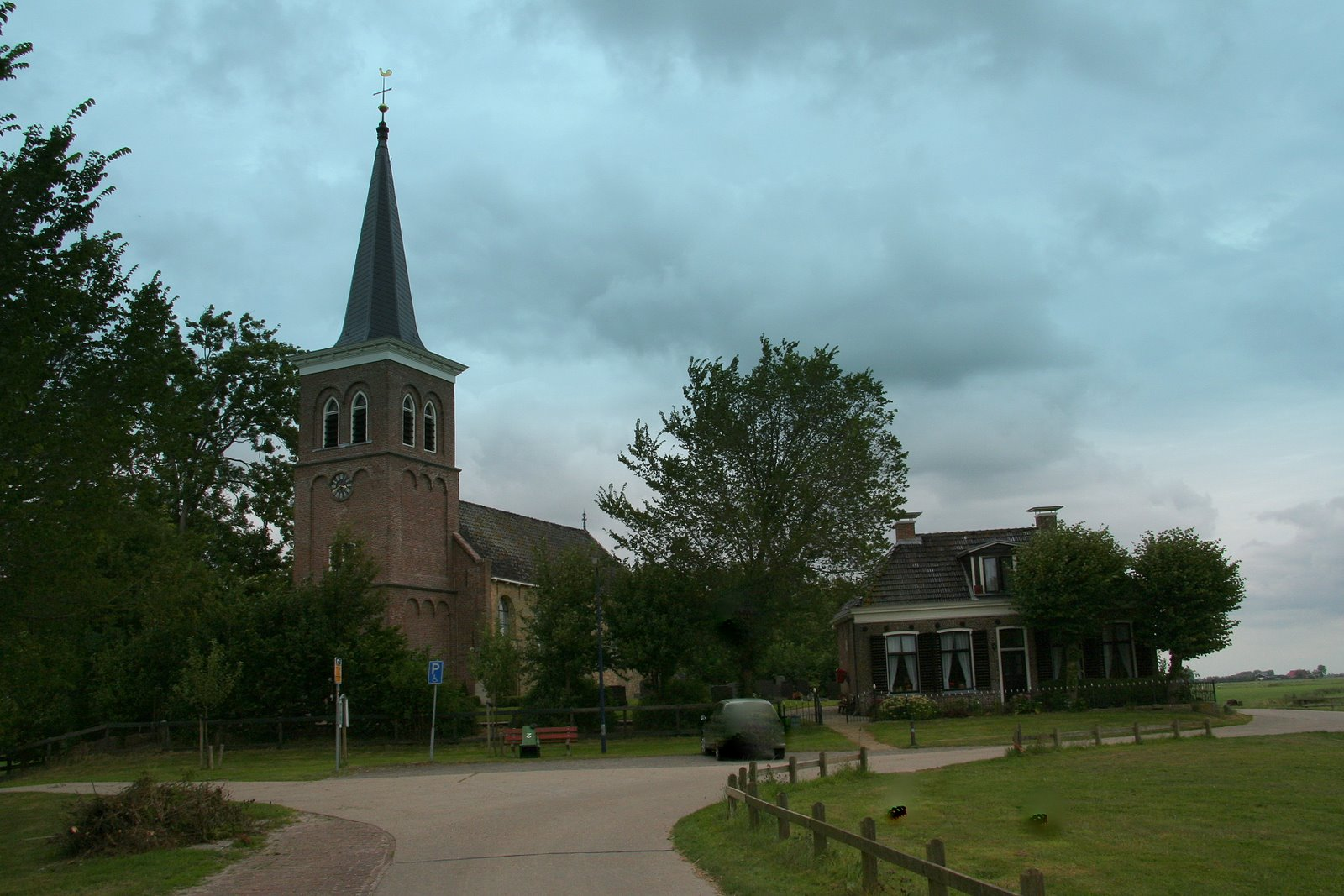
Catharinakerk (2009)

## Kerk
De Catharinakerk dateert uit de 14e eeuw. De eenbeukige was oorspronkelijk gewijd aan Catharina van Alexandrië. Er worden geen kerkdiensten gehouden, het gebouw wordt voor culturele activiteiten gebruikt.

## Bijnaam voor de inwoners
De bewoners van Lions worden wynhûnen (windhonden) genoemd. De spreekwoordelijke katten wonen in Baard. Deze schimpnamen komen voort uit een oude rivaliteit tussen de twee dorpen.

## Sport en cultuur

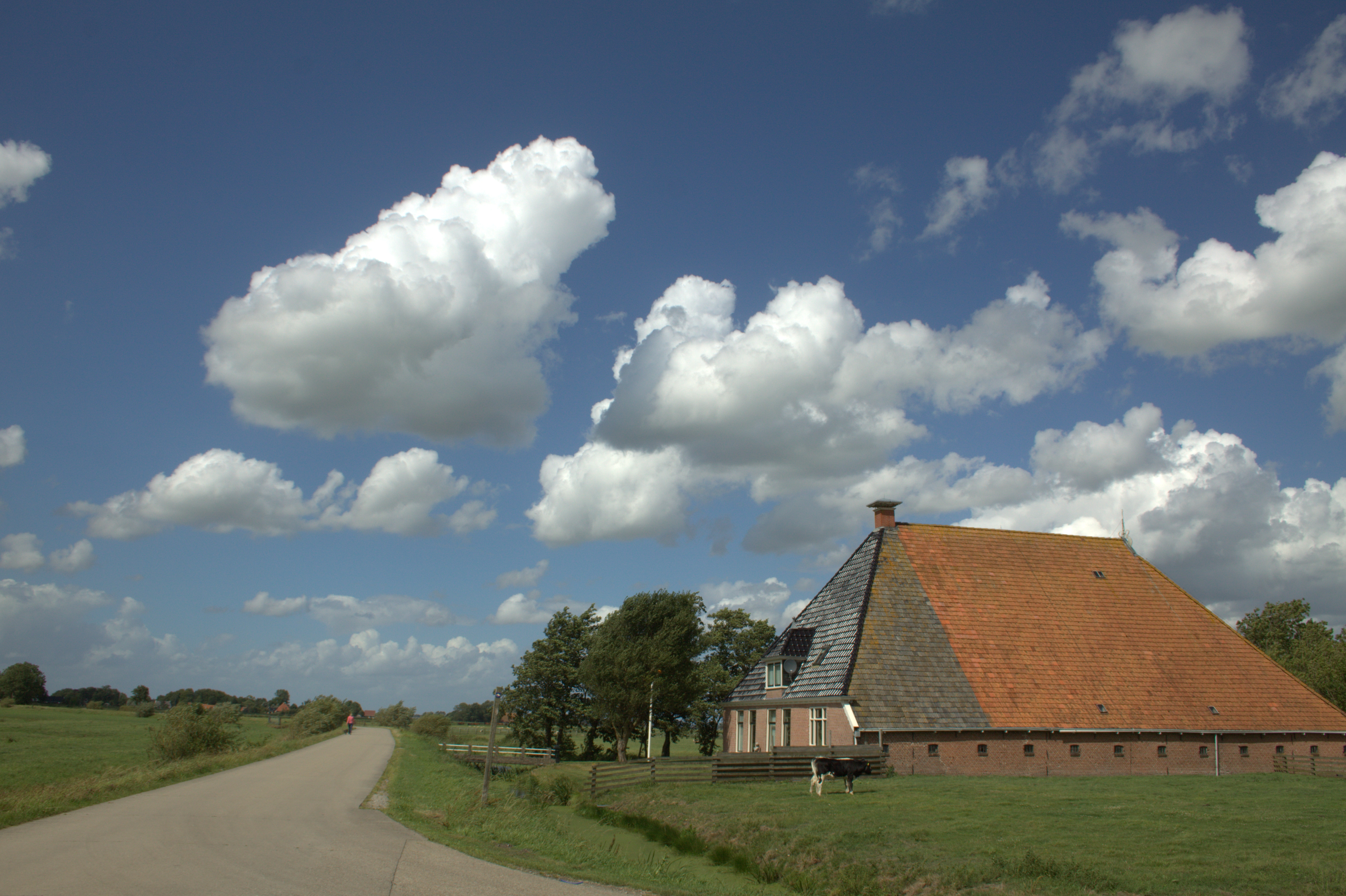
Boerderij in Lions (2014)

Huins en Lions hebben gezamenlijk een kaatsvereniging, een toneelvereniging en een dorpshuis,De Murdhoun genaamd.